# Les Chenilles très affamées
Les Chenilles très affamées est un épisode de la série télévisée d'animation Les Simpson. Il s'agit du vingtième épisode de la trente-quatrième saison et du 748e de la série.

## Réception
Lors de sa première diffusion, l'épisode a attiré 0,82 million de téléspectateurs et l'une des plus pires audiences de la série.